# Крістіан Габрієль
Крістіан Габріель (рум. Christian Gabriel; нар. 3 березня 1975, Решица) – німецький шахіст румунського походження, гросмейстер від 1996 року.

## Шахова кар'єра
У шахових турнірах бере участь від 7 років. 1987 року виграв чемпіонат Румунії серед юніорів до 14 років. Того ж року його сім'я переїхала до Німеччини. Незабаром увійшов в ряди найкращих німецьких юніорів,  сім разів (у період 1989-1995) найкращим чином представляючи цю країну на чемпіонаті світу серед юніорів у різних вікових категоріях. 1989 року здобув у Агуадільї бронзову медаль чемпіонату світу до 14 років, поступившись лише майбутнім чемпіонам світу Веселинові Топалову і Володимирові Крамнику. Також дворазовий призер чемпіонату Європи до 16 років, срібний (1988, Сальтшебаден, чемпіонат Європейського шахового союзу, яку тоді офіційно не визнавала ФІДЕ) і бронзовий (1991, Мамая).
Наприкінці 1990-х років належав до чила провідних шахістів Німеччини. 1998 року здобув у Бремені бронзову медаль чемпіонату Німеччини. Представляв Німеччину на командних змаганнях, зокрема:  на шаховій олімпіаді (1998) та двічі на командних чемпіонатах Європи (1997, 1999), завоювавши дві медалі: у командному заліку – бронзову (1999), а також в особистому заліку – бронзову (1997 – 4-та шахівниця).
Досягнув низки успіхів на міжнародних турнірах, зокрема:
- посів 1-ше місце в Будапешті (1996, турнір Elekes),
- поділив 1-ше місце в Бад-Гомбургу (1996, разом з Борисом Альтерманом),
- поділив 1-ше місце в Макарскій (1996, разом з Гораном Диздарем),
- поділив 2-ге місце в Бад-Верісгофені (1997, позаду Віктора Купрейчика, разом із, зокрема, Рустемом Даутовим, В'ячеславом Ейнгорном, Ентоні Майлсом, Клаусом Бішоффом, Олегом Романишиним і Костянтином Лернером),
- поділив 2-ге місце в Фюрті (1998, позаду Артура Когана, разом з Йоргом Гіклем, Олександром Оніщуком і Сергієм Калінічевим).

2000 року взяв участь у зональному турнірі (відбіркового турніру до чемпіонату світу), який відбувся в Пулі, а потім завершив професійну кар'єру, в наступні роки виступаючи лише у клубних змаганнях у Німеччині та Швейцарії.
Найвищий рейтинг Ело в кар'єрі мав станом на 1 січня 1999 року, досягнувши 2581 очок займав тоді 7-ме місце серед німецьких шахістів.

## Інші досягнення
Крістіан Габріель здобув юридичну освіту в Університеті в Констанції. Працює в Нюрнберзі, як спеціаліст з фінансових питань. Крім грив в класичні шахи, успіхів досягав також у так званих шахах Януша (на шахівниці з 80-ма полями). У цьому варіанті виборов титул чемпіона Європи. Також є володарем чорного поясу з тхеквондо.

## Зміни рейтингу
| На цьому місці має відображатися графік чи діаграма, однак з технічних причин його відображення наразі вимкнено. Будь ласка, не видаляйте код, який викликає це повідомлення. Розробники вже працюють для того, щоби відновити штатне функціонування цього графіка або діаграми. | |
| | На цьому місці має відображатися графік чи діаграма, однак з технічних причин його відображення наразі вимкнено. Будь ласка, не видаляйте код, який викликає це повідомлення. Розробники вже працюють для того, щоби відновити штатне функціонування цього графіка або діаграми. |